# Style Louis-Philippe
Pour les articles homonymes, voir Louis-Philippe.
Le style Louis-Philippe est un style de mobilier français en vogue sous le règne de Louis-Philippe (1830-1848) qui influence aussi l'architecture.
C'est un style de bourgeois affairés et cossus, partagés entre le souci de leur confort et le désir de se donner des lettres de noblesse.

## Période
Le style Louis-Philippe se situe pendant la période appelée Monarchie de Juillet sous le règne de Louis-Philippe de 1830 à 1848. Il fait suite au style Restauration et sera remplacé par le style Second Empire (dit aussi style Napoléon III).

### Situation politique et culturelle

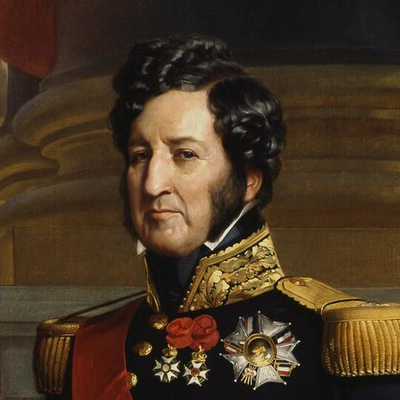
Louis-Philippe Ier, roi des Français de 1830 à 1848.

#### Politique
Après les émeutes dites des « Trois Glorieuses», la Monarchie de Juillet succède à la période Restauration. Louis-Philippe Ier est nommé « roi des Français » . Son règne est caractérisé par le développement et l'enrichissement rapide de la bourgeoisie manufacturière et financière, l'extrême misère des classes ouvrières, et des révoltes populaires incessantes qui finiront par emporter son régime. Il sera même surnommé le « Roi Bourgeois ». Ce libéralisme bourgeois devient vite impopulaire et le roi s'attire l'inimitié de l'ancienne noblesse et le fossé se creuse entre cette classe aisée et le prolétariat. 
La Monarchie de Juillet prend fin à la suite de la Révolution des 23, 24 et 25 février 1848 lorsque les Parisiens se soulèvent, obligeant le roi à abdiquer. Ce régime sera remplacé par la Seconde République.

#### Culture
La période de souveraineté Louis-Philippe coïncide pour sa première partie avec le règne du romantisme. Dans la littérature, Lamartine, Hugo, de Vigny, Chateaubriand ou encore Balzac sont les plus grands représentants de ce courant. Le peintre Eugène Delacroix exprime une vision romantique des choses. Dans un second temps, le réalisme connaît un essor important. En réaction contre le sentimentalisme romantique, ce courant cherche à dépeindre la réalité telle qu'elle est. Les peintres représentatifs du réalisme sont Camille Corot, Gustave Courbet et Jean-François Millet.
En architecture, Viollet-le-Duc pose les bases de l'architecture moderne. Son œuvre est empreinte de romantisme accentué par le style néogothique qu'il emploie.

La Liberté guidant le peuple par Eugène Delacroix (1830) .
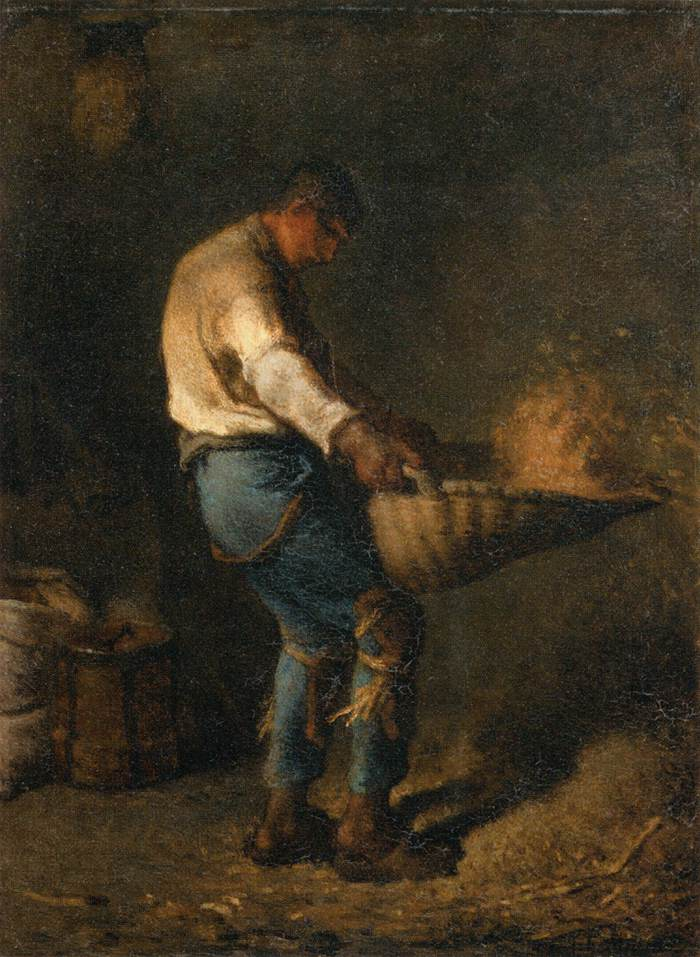
Le Vanneur par Jean-François Millet (1848).

## Esthétique

### Principales caractéristiques

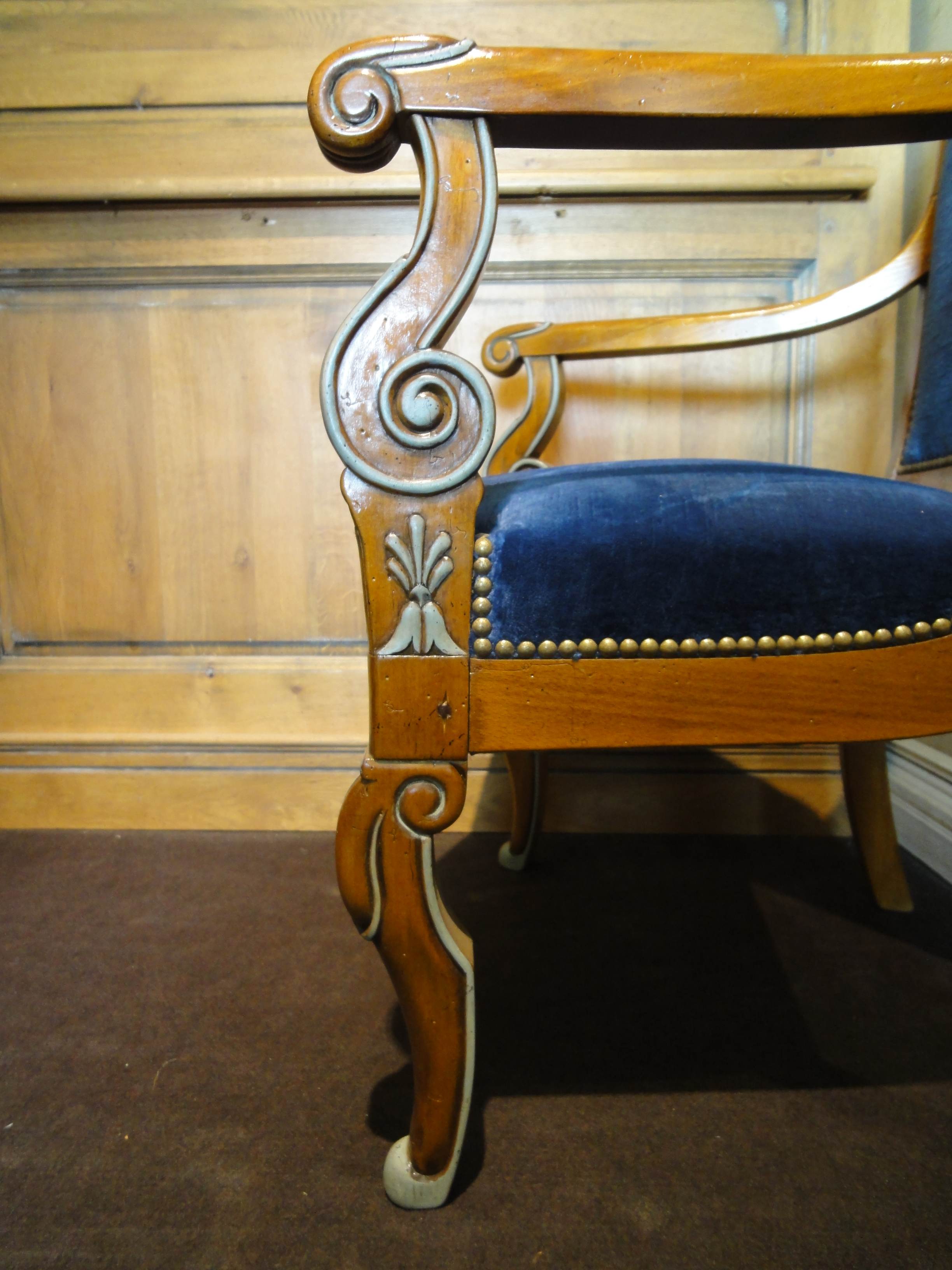
Style Louis-Philippe.

Le style Louis-Philippe est animé par un souci de confort et d'économie. Il est le prolongement direct du style Restauration dont il conserve les lignes sobres, mais pas l'élégance raffinée. Ses lignes sont massives et tentent de privilégier le confort au détriment de l'esthétique. Il imite beaucoup de styles anciens (styles Renaissance, Gothique, Louis XIII ou encore rocaille) ; vers 1840, le goût pour les pastiches annonce le style Second Empire et l'éclectisme tout comme, en Angleterre, le style victorien.
Le style ne brille pas par son originalité : il est vrai que l'industrialisation, amenant la fabrication de meubles en série, se fait au détriment de l'ornementation. Les motifs sont peu nombreux ; on peut citer les crosses et les palmettes. Les parties supérieures des meubles s'ornent de corniches en moulures à doucines. 
Parmi les créations du style Louis-Philippe on trouve le fauteuil crapaud, le motif « cuisse de grenouille » et  le « pied parapluie » : on les trouve dans le piétement des meubles et des sièges. On trouve toujours le « pied en sabre » du style Empire. On voit aussi la multiplication des meubles pratique (commode-toilette, barbière…). On voit une innovation avec les piétements de sièges et petites tables qui sont souvent munis de roulettes.

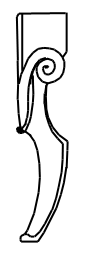
Piétement cuisse de grenouille.
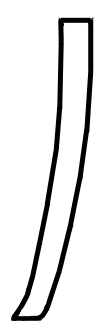
Piétement en sabre.

## Mobilier

### Meubles emblématiques du style Louis-Philippe
Les principaux meubles produits dans le style Louis-Philippe sont :

#### Les sièges
Les sièges ont une apparence plutôt massive. En effet les innovations majeures sont techniques, à savoir que leurs piétements sont souvent munis de roulettes et la garniture de leur assise est rembourrée de crins ou de ressorts. 
La chaise type du style Louis-Philippe se caractérise par une armature moulurée, un dossier cintré et ajouré, des pieds antérieurs (avant) tournés en balustre ou cambrés et des supérieurs (arrière) en sabre. Le dossier ajouré peut prendre plusieurs formes (croisillons, barres transversales ou « à la cathédrale »). 
Le fauteuil gondole est très fréquent ainsi que le fauteuil à dossier droit. Le fauteuil-Voltaire connaît son essor. C'est un fauteuil bas sur pieds et profond de siège qui dispose d'un haut dossier cambré. 
Les canapés sont généralement à deux ou trois places. La méridienne est toujours très populaire.

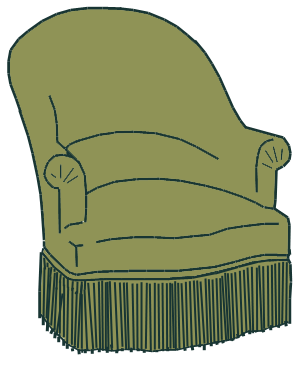
Fauteuil crapaud Louis-Philippe.
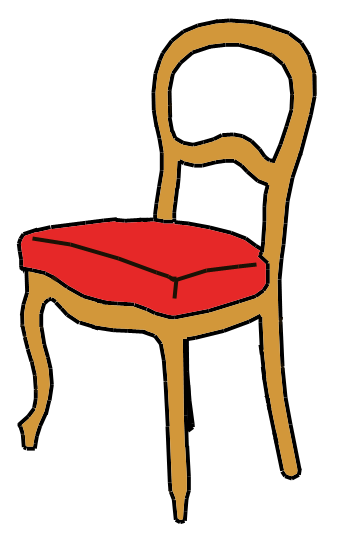
Chaise Louis-Philippe.
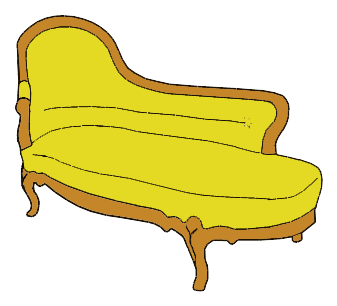
Méridienne Louis-Philippe.

#### Les tables et guéridons

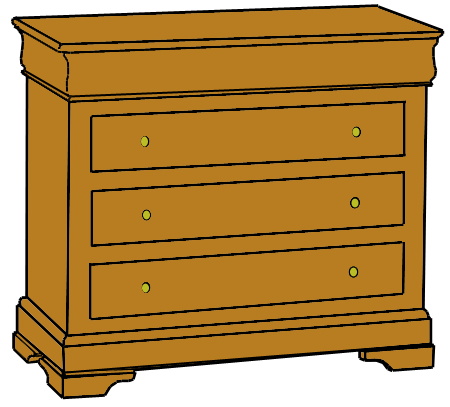
Commode Louis-Philippe.

Les tables sont souvent de formes rondes ou ovales. Il y a toujours des tables à jeu (parfois en demi-lune). On trouve beaucoup de tables « utilitaires ». On peut citer la tricoteuse, la table servante, la table de nuit de forme cylindrique, la coiffeuse ainsi que la barbière (très différente du style Empire). Il y a aussi des petites tables de salon.
Les guéridons ont un pied central qui peut être en bulbe. Le piétement se finit généralement par un trépied aux formes imposantes.
Les consoles d'appui ont souvent un dessus en marbre, des pieds sinueux et massifs terminés par des volutes et un socle massif lui aussi.

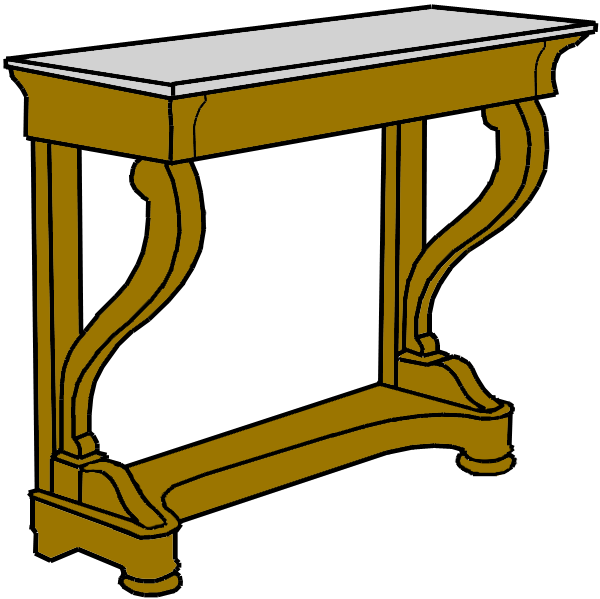
Console d'appui Louis-Philippe.
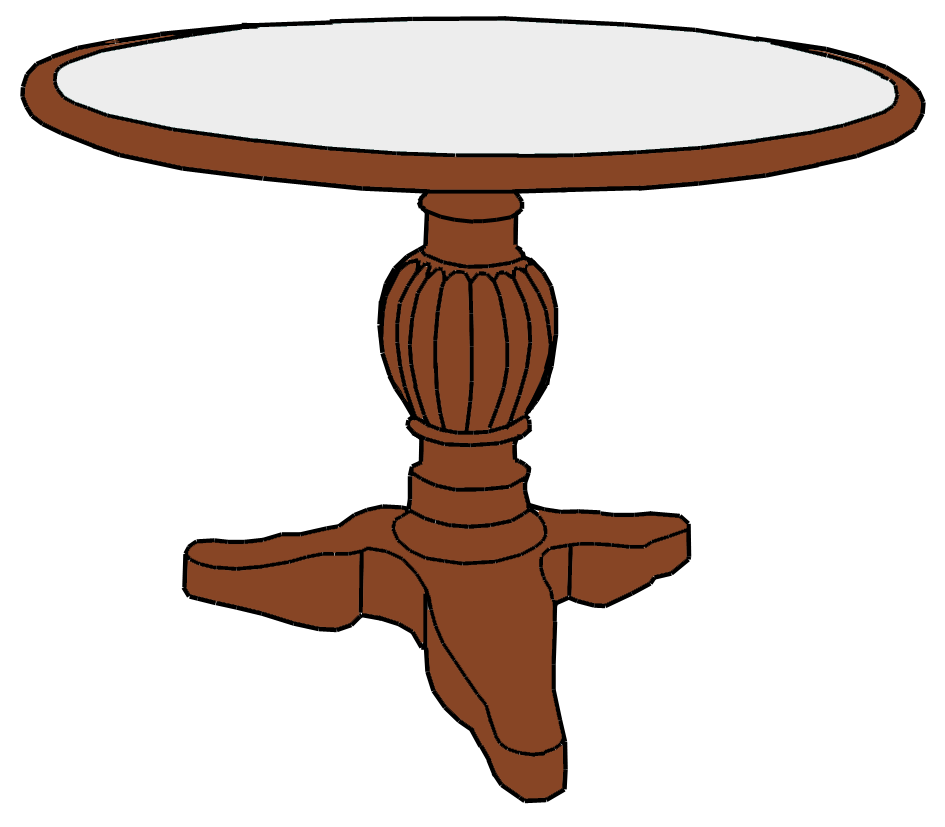
Guéridon Louis-Philippe.

#### Les armoires et commodes
Les armoires sont plutôt d'apparence massive avec ses plinthes et sa corniche en doucine. 
La commode est de forme rectangulaire, elle possède de quatre à cinq tiroirs dont l'un est dissimulé derrière la moulure de type doucine situé sous le plateau du dessus généralement en marbre. La commode-toilette fait son apparition.
On trouve des buffets dessertes et des bibliothèques.

#### Les meubles à écrire
Le bureau plat et le bureau de ministre ainsi que le bureau à cylindre sont toujours plébiscités. Le bureau en dos d'âne qui avait disparu depuis l'Empire fait son retour. On trouve de petits bureaux et secrétaires. Il y a le secrétaire haut à abattant ; le bonheur du jour, sorte de petite table surmontée d'un nid de tiroirs. L'écran pupitre fait son apparition.

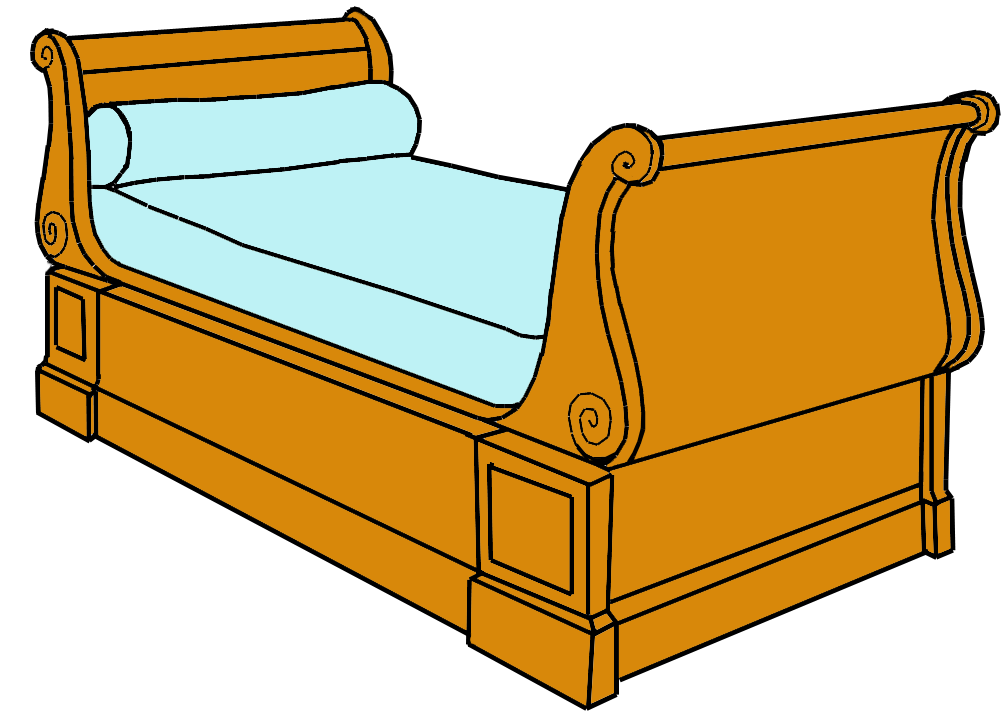
Lit en bateau Louis-Philippe.

#### Les lits
On trouve principalement deux types de lit : le premier est le lit en bateau est similaire à la période précédente. On peut noter cependant que la traverse inférieure est plus haute. Le second est le lit à dossiers droits.

### Nouveaux meubles
- Le fauteuil crapaud : il est entièrement recouvert de tissu et ne laisse pas apparaître le bois.
- La commode-toilette est dédiée à la toilette. C'est une commode étroite qui se compose généralement de quatre tiroirs et d'un plateau qui se soulève, laissant apparaître un marbre blanc et un miroir.

### Matériaux
- Bois : les bois chauds et sombres sont à la mode. L'acajou, le palissandre et l'ébène comme bois exotiques ; l'if, la  ronce de noyer ou encore le merisier comme bois indigènes. Le poirier et le hêtre sont appréciés comme bois noircis[4].
- Bronze : utilisé très exceptionnellement pour les appliques.
- Cuivre.

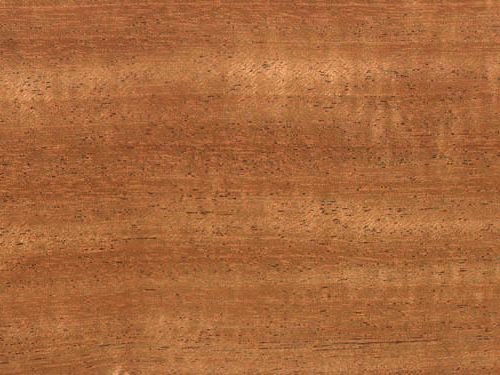
Acajou.
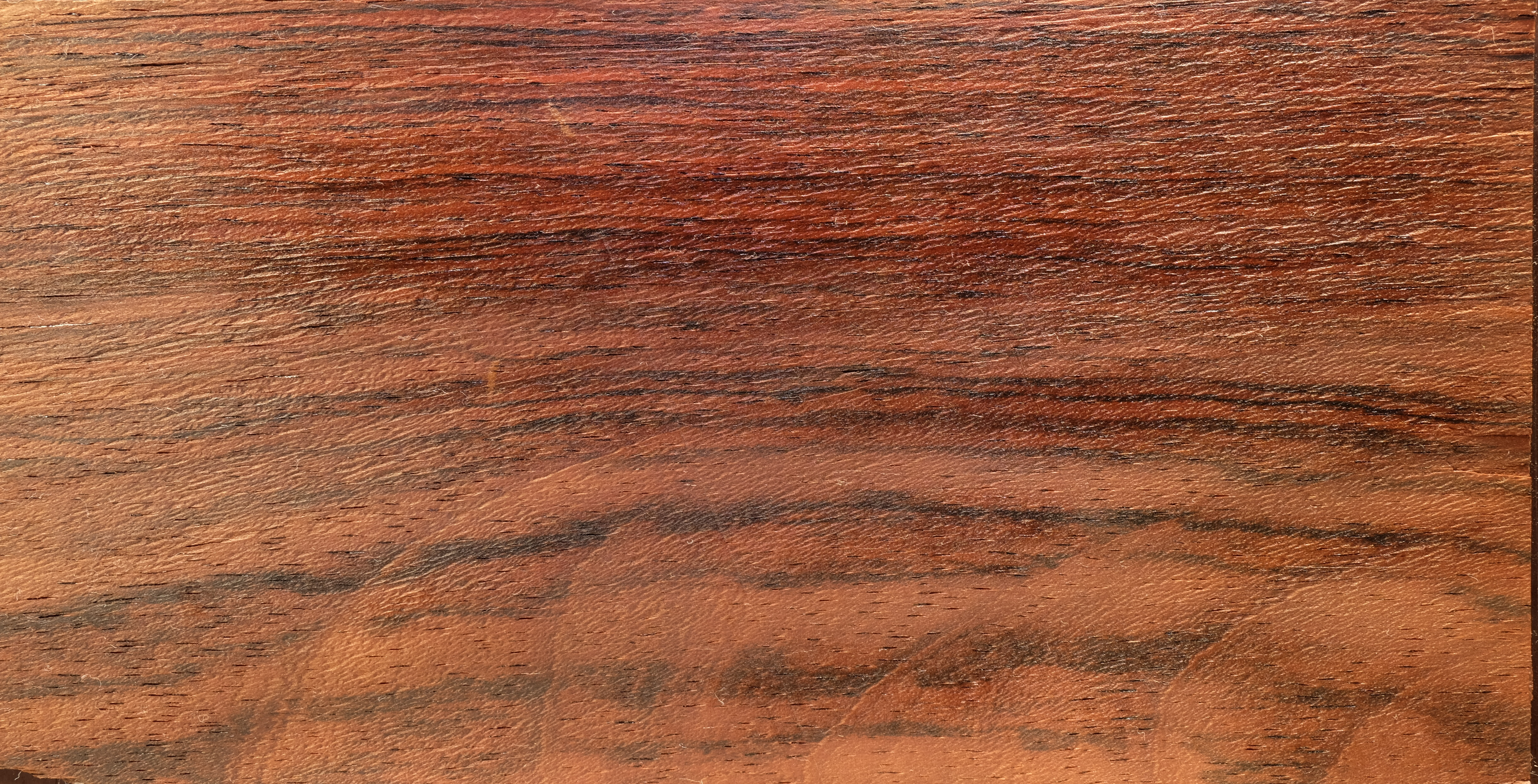
Palissandre.
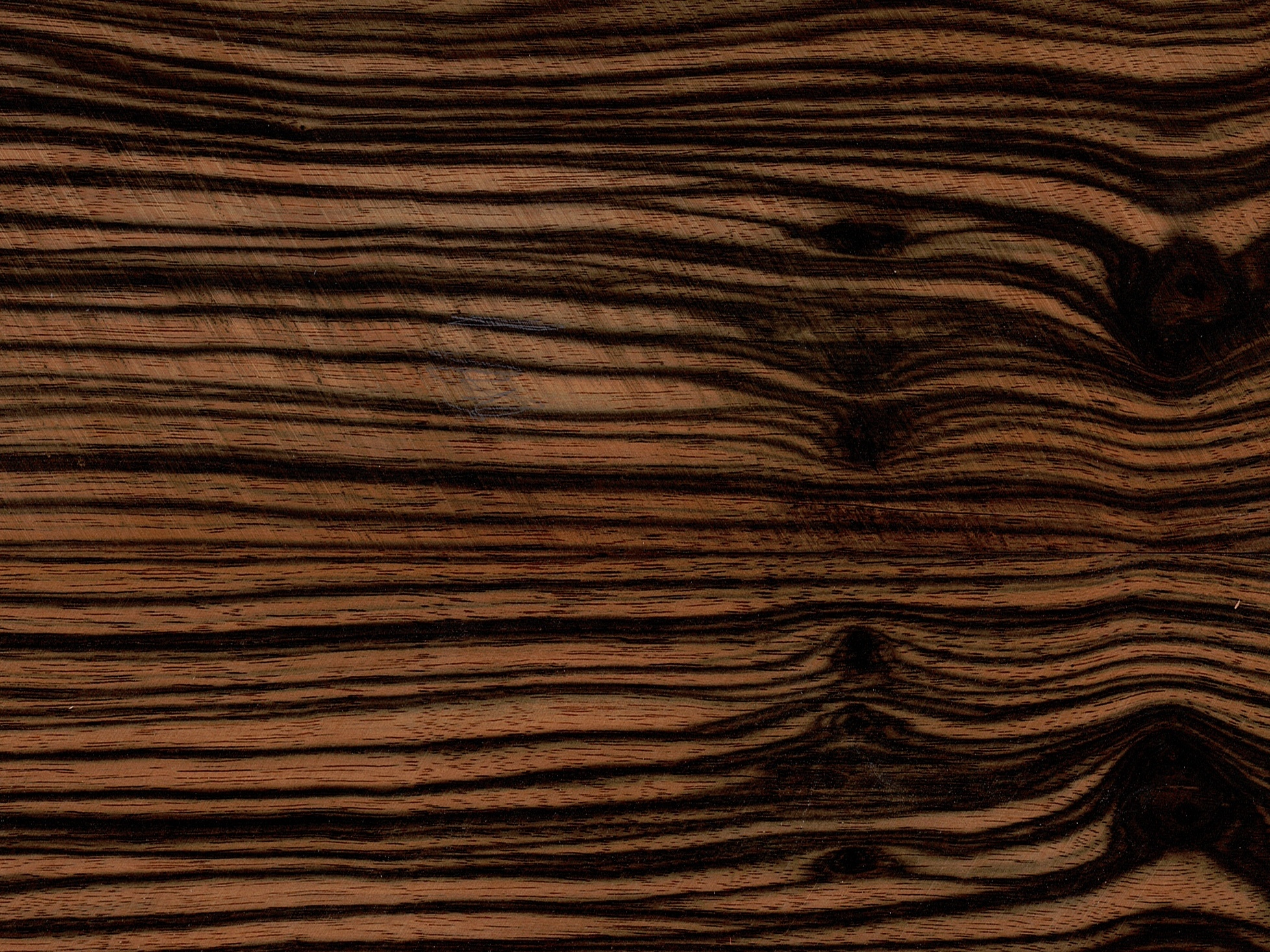
Ébène macassar.
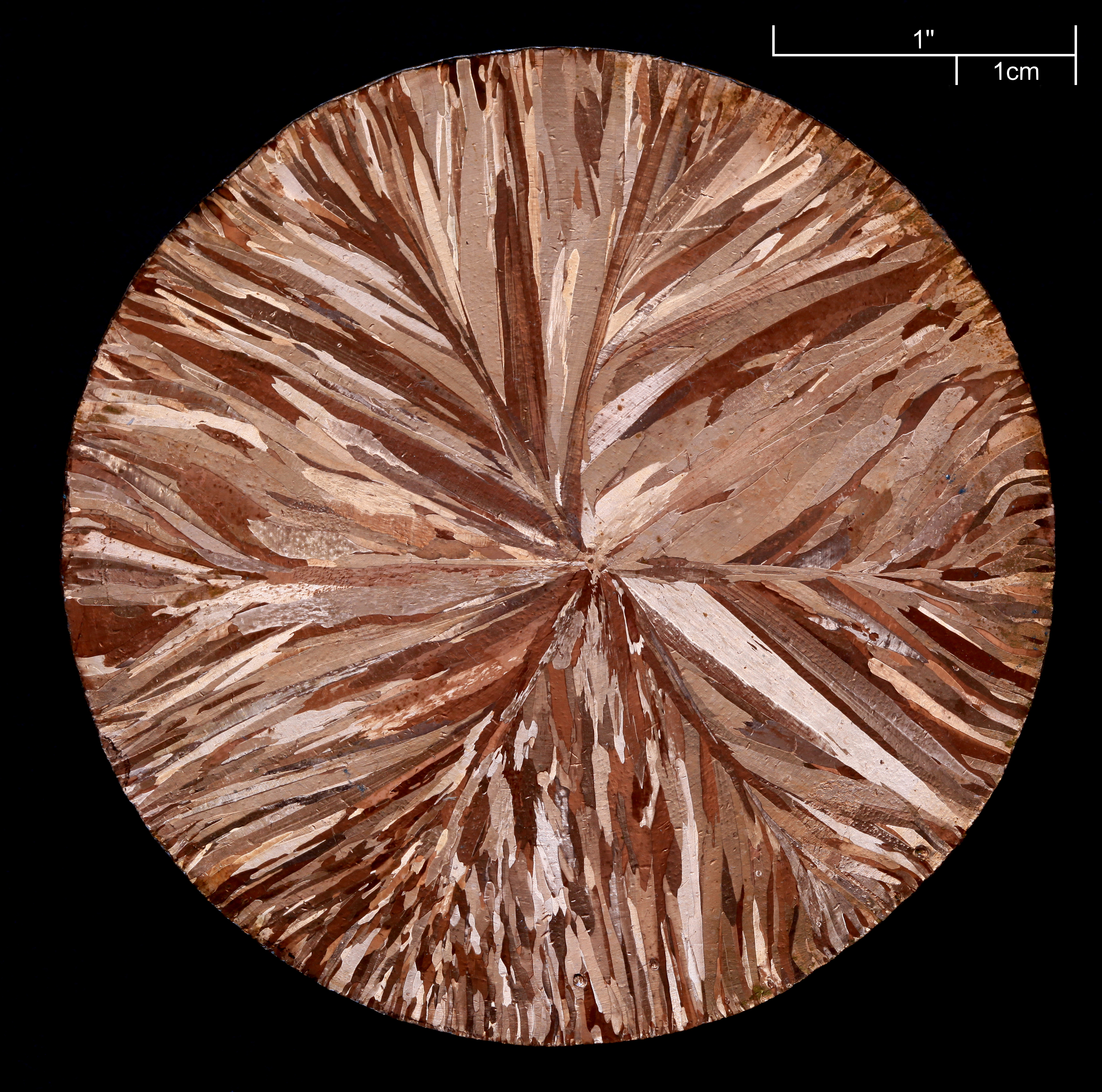
Cuivre.

## Techniques et outillage
L'industrie de l'ameublement se développe et les meubles sont de plus en plus produits en série. Cette industrialisation de l'ébénisterie passe par l'utilisation de machines-outil.

## Les ébénistes et menuisiers
- Claude-Aimé Chenavard (1798 - 1838), ornemaniste qui introduit le style Renaissance dans les années 1830[5].
- Georges Alphonse Jacob, (fils de Jacob Desmalter)[5], menuisier en sièges.
- Alexandre-Louis Bellangé (1799-1863), ébéniste, fils de Pierre-Antoine Bellangé[5].

Pendant cette période, des entreprises à vocation plus industrielle se développent.